# КВМ-1
КВМ-1 — советская координирующая ЭВМ.

## История
Данная ЭВМ создана в 1960-х для эксплуатации в связке с МППИ и УМ-1.

## Применение
Полупроводниковая цифровая координирующая вычислительная машина КВМ-1 является верхней ступенью структуры системы оперативного управления СОУ-1. В масштабе отдельных предприятий и крупных производственных объединений КВМ-1 осуществляет контроль, автоматизирует управление технологическими процессами, решает самые различные задачи, связанные с планово-экономическими расчётами.